# Саммерхилл
Саммерхилл (англ. Summerhill; ирл. Cnoc an Línsigh) — деревня в Ирландии, находится в графстве Мит (провинция Ленстер).

## Демография
Население — 799 человек (по переписи 2006 года). В 2002 году население составляло 668 человек. 
Данные переписи 2006 года:
| Общие демографические показатели |               |                               |                               |      |      |
| Всё население                    | Всё население | Изменения населения 2002—2006 | Изменения населения 2002—2006 | 2006 | 2006 |
| 2002                             | 2006          | чел.                          | %                             | муж. | жен. |
| 668                              | 799           | 131                           | 19,6                          | 399  | 400  |